# Beinn a' Chuallaich
Beinn a' Chuallaich är ett berg i Storbritannien.   Det ligger i kommunen Perth and Kinross och riksdelen Skottland, i den norra delen av landet, 600 km norr om huvudstaden London. Toppen på Beinn a' Chuallaich är 892 meter över havet, eller 525 meter över den omgivande terrängen. Bredden vid basen är 7,3 km.
Terrängen runt Beinn a' Chuallaich är huvudsakligen kuperad.Runt Beinn a' Chuallaich är det mycket glesbefolkat, med 4 invånare per kvadratkilometer. Närmaste större samhälle är Aberfeldy, 19,3 km sydost om Beinn a' Chuallaich. I omgivningarna runt Beinn a' Chuallaich växer i huvudsak blandskog.